# Maublancancylistes maublanci
Maublancancylistes maublanci là một loài bọ cánh cứng trong họ Cerambycidae.